# Álvaro IX van Kongo
Álvaro IX Mpanzu a Ntivila was Mwene Kongo van het Koninkrijk Kongo tijdens de Kongolese Burgeroorlog en regeerde van juni 1669 tot 1670. Hij was de eerste vorst uit het Huis Kimpanzu die de troon besteeg sinds Afonso II aan het begin van de burgeroorlog regeerde.

## Heerschapij
Afonso II was destijds door het Huis Kinlaza van de troon verdreven en had vervolgens het machtscentrum van Kimpanzu gevestigd in het bergachtige Nkondo. In 1669 greep de provincie Soyo opnieuw militair in en zette de Kinlaza-vorst Pedro III af, die zich vijandig had opgesteld tegenover Soyo. Pedro III vluchtte daarop naar Lemba, waar hij zijn aanspraak op de troon voortzette en het gevecht aanging met het het Huis Kimpanzu.

## Afzetting
De familie Da Silva, het regerende huis van Soyo, streefde ernaar een koning uit het Huis Kimpanzu op de troon te plaatsen, in de hoop dat deze gemakkelijker te controleren zou zijn vanwege de bestaande alliantie. Toch groeide ook binnen de edelen van het Huis Kimpanzu onvrede over de voortdurende inmenging van Soyo in de interne aangelegenheden van het koninkrijk. In 1670 werd Álvaro IX afgezet door Rafael I, een uitgesproken anti-Soyo monarch, die vervolgens een einde maakte aan de actieve interventie van Soyo in het koninkrijk.